# Ferrakohn Hall
Ferrakohn Hall (Memphis, 20 settembre 1990) è un ex cestista statunitense.